# Salvador de Vilallonga i de Càrcer
Salvador de Vilallonga i de Càrcer   (Barcelona, 8 d'octubre de 1891 - 25 de febrer de 1974) fou un noble català, 8è marquès de Castellbell, Gran d'Espanya (reial carta de successió BOE 23-01-1953), marquès de Castellmeià, Baró de Segur, 7è baró de Maldà i Maldanell i 12è de Granera.

## Biografia
Era fill de Lluís de Vilallonga i Sentmenat, baró de Segur, i de Maria Dolors de Càrcer i de Ros, marquesa de Castellbell i de Castellmeià, baronessa de Maldà i Maldanell.
Militar de carrera, era Cavaller de l'Ordre de Malta, Maestrante de Sevilla i cavaller del Real Cuerpo de la Nobleza de Cataluña (del que fou oresident-Protector). El 30 d'abril del 1919 es va casar a Madrid amb María del Carmen Cabeza de Vaca i Carvajal, filla del marqués de Portago i de la comtessa de Mejorada. D'aquest matrimoni naixerien: José Luis (1920-2007), marquesat de Castellbell; Maria Antònia (1923-2013), marquesa de Castellmeià; i Alfons Salvador, baró de Maldà i Maldanell i de Segur.
Va viure al Palau Maldà, on tenia la seva famosa col·lecció de 400 parells de sabates fets a mida per John Lobb a Londres, per Berlutti a París i a Roma, pel gran Stephan Millstein a Viena i per Villarejo a Madrid. També hi va estar a punt de perdre la vida el General Primo de Rivera en esclatar una bomba al carrer. Durant la Guerra Civil Espanyola va servir en el bàndol nacional com a ajudant del General Monasterio. Segons el seu propi fill, va manar afusellar membres de les Brigades Internacionals.